# HC Leipzig
Handball-Club Leipzig är en damhandbollsklubb från Leipzig i Tyskland. Klubben spelar i Handball-Bundesliga.

## Klubbhistoria

### HC Leipzig bakgrundshistoria
I november 1999 grundades HC Leipzig, före detta hette klubben VfB Leipzig från 1993. Klubben har sin bakgrund i den förutvarande SC Leipzig bildad i juli 1963 genom en sammanslagning av SC Rotation Leipzig och SC Lokomotive Leipzig men nedlagd år 2000.

## Meriter enbart HC Lepzig och  VfB Leipzig

### Bundesliga
6 mästartitlar:  1998, 1999, 2002, 2006, 2009, 2010

### HC Lepzigs cuptitlar
1996, 2000, 2006, 2007, 2008, 2014, 2016 
Supercuptitel:  2008

## Nordiska spelare i urval
- Katrine Fruelund (2005-2006)
- Therese Bengtsson (2007–2008)
- Sara Eriksson (2008–2011)
- Sara Holmgren (2008–2010)
- Lisa Wirén (2008–2010)